# Кубок Азербайджана по футболу 2012/2013
Кубок Азербайджана по футболу 2012/13 годов был 21-м по счёту и проводился по системе с выбыванием, начиная с 1/16 финала. Первая стадия турнира стартовала 22 октября 2012 года. Финальный матч прошёл 28 мая 2013 года.
Представительство клубов по лигам:
- Первый дивизион — 9 клубов;
- Премьер-лига — 12 клубов.

## Регламент
На всех этапах Кубка Азербайджана победители пар определялись по результатам двух матчей (кроме 1/16, 1/8 и финала).
Если кубковый матч закончился в основное время вничью, то назначалось дополнительное время (2 дополнительных тайма по 15 минут каждый без перерыва).
Но если и в дополнительное время не выявлялся победитель, то он определялся в серии 11-метровых ударов.

## 1/16 финала
22 октября 2012 года
| № | Команда                 | итог                | Команда                    |
| - | ----------------------- | ------------------- | -------------------------- |
| 1 | Гала (Баку)             | 2:4                 | Кяпаз (Гянджа)             |
| 2 | Тарагги (Гянджа)        | 3:1                 | Ахсу                       |
| 3 | Карадаг Локбатан (Баку) | 7:0                 | Локомотив-Баладжары (Баку) |
| 4 | МОИК (Баку)             | 0:0 д.в. (3:1 пен.) | Бакылы (Баку)              |
| 5 | Шуша (Баку)             | 0:1                 | Нефтчала                   |

## 1/8 финала
28 ноября 2012 года
| № | Команда          | итог                | Команда                 |
| - | ---------------- | ------------------- | ----------------------- |
| 1 | АЗАЛ (Баку)      | 0:1                 | Симург (Закаталы)       |
| 2 | Тарагги (Гянджа) | 0:5                 | Нефтчи (Баку)           |
| 3 | Габала           | 2:0                 | Карадаг Локбатан (Баку) |
| 4 | Кяпаз (Гянджа)   | 0:2 д.в.            | Карабах (Агдам)         |
| 5 | Баку             | 3:1                 | Сумгаит                 |
| 6 | МОИК (Баку)      | 0:3                 | Интер (Баку)            |
| 7 | Ряван (Баку)     | 2:1                 | Нефтчала                |
| 8 | Туран (Товуз)    | 1:1 д.в. (3:5 пен.) | Хазар-Ленкорань         |

## 1/4 финала
27 февраля, 7 марта 2013 года
| № | Команда           | итог          | Команда         |
| - | ----------------- | ------------- | --------------- |
| 1 | Симург (Закаталы) | 0:0; 0:1 д.в. | Нефтчи (Баку)   |
| 2 | Габала            | 1:1; 0:0      | Карабах (Агдам) |
| 3 | Баку              | 1:1; 2:2      | Интер (Баку)    |
| 4 | Ряван (Баку)      | 1:2; 1:4      | Хазар-Ленкорань |

## 1/2 финала
17 и 24 апреля 2013 года
| № | Команда       | итог     | Команда         |
| - | ------------- | -------- | --------------- |
| 1 | Нефтчи (Баку) | 2:1; 2:2 | Карабах (Агдам) |
| 2 | Баку          | 1:0; 0:2 | Хазар-Ленкорань |

## Финал
28 мая 2013 года
| № | Команда       | итог                | Команда         |
| - | ------------- | ------------------- | --------------- |
| 1 | Нефтчи (Баку) | 0:0 д.в. (5:3 пен.) | Хазар-Ленкорань |

Финальный матч прошёл на Республиканском стадионе имени Тофика Бахрамова, на котором присутствовало 15000 зрителей.
| Обладатель Кубка Азербайджана-2012/13 |
| ------------------------------------- |
| Нефтчи (Баку) 6-й титул               |